# Wambez
Wambez – miejscowość i gmina we Francji, w regionie Hauts-de-France, w departamencie Oise.
Według danych na rok 1999 gminę zamieszkiwały 123 osoby, a gęstość zaludnienia wynosiła 27 osób/km² (wśród 2293 gmin Pikardii Wambez plasuje się na 879. miejscu pod względem liczby ludności, natomiast pod względem powierzchni na miejscu 919.).